# Linia kolejowa nr 502
Linia kolejowa nr 502 – zelektryfikowana, w większości dwutorowa, pierwszorzędna linia kolejowa znaczenia państwowego łącząca rozjazd nr 6 na stacji Warszawa Praga ze stacją Warszawa Wschodnia Towarowa. 